# David Sánchez (sollevatore)
David Sánchez-López (Melilla, 24 luglio 1990) è un sollevatore spagnolo.

## Palmarès
- Campionati europei

Førde 2016: bronzo nei 69 kg.
Bucarest 2018: bronzo nei 69 kg.
Erevan 2023: argento nei 73 kg.